# Station Randers
Station Randers is een station in Randers, Denemarken en ligt aan de lijn Århus - Aalborg. Voorheen lag het ook aan de lijn Randers - Grenaa en Randers - Hadsund. Het stationsgebouw uit 1862 is nog steeds in gebruik. 